# Villa Juárez (San Luis Potosí)

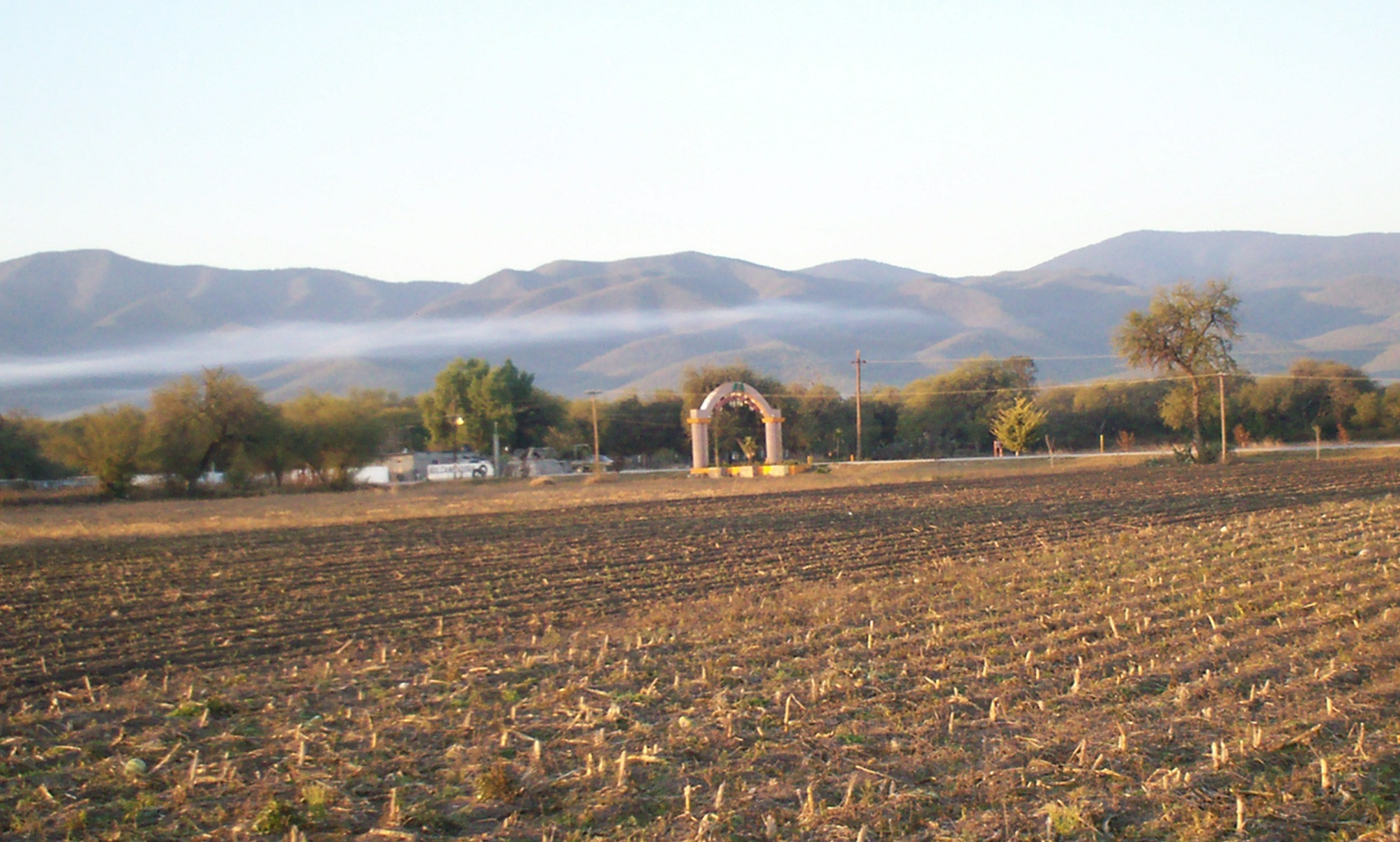
Arco de entrada a Villa Juárez, SLP (Por el arquitecto Heladio Ruiz Castillo).

Villa Juárez es una localidad del estado mexicano de San Luis Potosí, es cabecera del municipio de Villa Juárez. Se fundó en el año 1643 como Santa Gertrudis de Carbonera.  En el año 1928 el nombre cambió a Villa Juárez en honor al expresidente Benito Juárez, uno de los presidentes más admirados de México.
Se encuentra ubicada a 22° 19' 26" de latitud norte, 100° 15' 58" de longitud oeste y 1100 metros sobre el nivel medio del mar, por lo que pertenece a la llamada zona media del estado.
El municipio se extiende cubriendo 18 comunidades como son El Granjenal, Palo Seco, Agua del Medio, Guaxcamá, El Matorral, Santo Domingo, Las Fincas, El Tejocote, San Isidro, Buenavista y La Gavia.  En el mismo, aún viven grupos de indígenas.  Como municipio colinda al norte con el gran municipio de Cerritos; al este y al sur con el municipio de Rioverde; al oeste con el municipio de San Nicolás Tolentino. El clima predominante es semicálido de seco a semiseco.
La población del pueblo es de 3701 habitantes, de los cuales 48 % son hombres. Mientras que la población del municipio es de 9775 habitantes, de los cuales el 48 % son varones, manteniéndose la proporción.  Este municipio es víctima de una alta cantidad de migración de hombres a los Estados Unidos.  La mayor parte de las personas en la cabecera son personas de la tercera edad y mujeres.
Gente que se ha mudado hacia los Estados Unidos han formado clubes con fin de ayudar a su pueblo de origen.  Algunos de estos clubes son:  Fundación Villa Juárez de Houston, Texas; Club Social Villa Juárez de Dallas, Texas; Club Social Villa Juárez de Illinois; y el Club Social de Nebraska.  Hay comentarios de que un club se quiere formar en el pueblo de Gonzáles, Texas y uno en Atlanta, Georgia.  Estos clubes ya han realizado muchos proyectos en Villa Juárez, por ejemplo la Fundación Villa Juárez de Houston, Texas fue quien tomo la iniciativa para construir el Mercado Municipal.
Lamentablemente el proyecto del Mercado Municipal no prosperó y actualmente en septiembre de 2024 luce en total descuido y abandono.
De esta localidad surgió un grupo del género cumbia llamado Bryndis formado por los hermanos Guevara.
Dichos hermanos Guevara Ceballos (J. Guadalupe y Juan) después de ser integrantes del Grupo Bryndis (el grupo que le canta al amor) de Mauro Posadas de Cerritos, después de abandonar sus filas se integraron con sus hermanos de la Unión Americana quienes integraban el Grupo Celedón, para dar origen a BXS (BRYNDIS POR SIEMPRE) quienes conservan el estilo que Lupe Guevara le dio a la agrupación Cerritense de Mauro Posadas....
MEDIOS  DE  COMUNICACIÓN
Por el año 2006 circuló una Publicación Periódica Semanal con el nombre de:
"EL OBSERVADOR" PERIÓDICO REGIONAL....
Fundado por: Mariano Ceballos Cruz quien tomó la iniciativa, produjo y distribuyó el medio de comunicación desde Villa Juárez, para Cerritos, Villa de Arista, Guadalcázar, Villa Hidalgo, San Nicolás Tolentino y Armadillo de los Infante, además de Granjenal Mpio. de Villa Juarez, Progreso y Pastora Mpio. de Rioverde.... 
El proyecto se mantuvo un tiempo en circulación para finalmente ser pausado y dar origen a un nuevo proyecto de su Fundador, Locutor Mariano Ceballos Cruz....
El 17 de noviembre de 2021 inicia "transmisiones de prueba" la "Radio Comunitaria" de Villa Juarez, S.L.P., la XHMIAA FM 89.1 Mhtz. Transmitiendo las 24 horas del dia, con la música que llegó para quedarse....

## Hidrografía
En el municipiproducido, redactado y editado en Villa Juárez por Mariano Ceballos Cruz, aunque se imprimía en una rotativa de la Ciudad Capital del Estado de San Luis Potosí y se distribuía en Cerritos, Guadalcázar, Villa de Arista, Villa Hidalgo, Peotillos, San Nicolás Tolentino, Armadillo de los Infante, Villa Juárez cabecera, El Granjenal, Progreso y Pastora, estás dos últimas del municipio de Rioverde..o existen 2 corrientes superficiales de carácter perenne que son el " Manantial de la ex-hacienda de Ojo de León ", el cual es de mucha importancia para fines de riego; el otro es el "Manantial del Sabino ". 
Se detectan diversos arroyos de condición intermitente que únicamente conducen agua en épocas de lluvias; por ejemplo: La Mora, El Santo, El Tigre, Los Tecolotes, Las Crucitas, Las Aves, El Nacimiento y La Estrella.
La sierra del Tablón por el intenso fracturamiento que presenta, ofrece una buena recarga en épocas de lluvia, por lo que es de suponerse que posiblemente existan corrientes de aguas subterráneas.  Además cuenta con el "Manantial de Puerta del Río" en la Comunidad quien toma su nombre por este fenómeno. Esas aguas limpias y oxigenadas forman el Río Choy pasando por el conocidísimo y atractivo paraje llamado "San Tiburcio" ideal para un refrescante y reparador paseo familiar. El vital líquido sigue su trayectoria para formar y dar vida al Parque de diversiones conocido como "El Aguaje" y hermosear a "La Presita", ambos a 3 kilómetros aproximadamente al sur de la Cabecera Municipal y muy visitados todo el año especialmente en períodos vacacionales. Sus cristalinas aguas continúan su trayectoria pasando por la Colonia Agrícola Militar "La Gavia" donde se encuentra el conocido paseo llamado "La Sirenita" para después continuar hacia el territorio del vecino municipio de Rioverde.

## Presidentes Municipales
- Anastasio Martínez Martínez (1956-1958)
- Antonio Ávila Ruiz (1959-1961)
- Heriberto Ruiz Meza (1962-1964) PRI
- Francisco Vaglienty Avalos (1965-1967)
- J. Carmen García Gerardo (Primer período de tres) (1968-1970)
- Juan Ostiguín Castillo (1971-1973) PRI
- J. Carmen García Gerardo (segundo período de tres) (1974-1976)
- Epifanio Moreno Ríos (1977-1979)
- Urbano Mata Zapata (1980-1982)
- Juan Jesús Izaguirre Martínez (1983-1985)
- Lic. José Vaglienty Castillo (primer período) (1986-1988)
- J. Carmen García Gerardo (tercer período de tres) (1989-1991)
- Profr. Rafael Almazán Martínez (1992-1994)
- Lic. José Vaglienty Castillo (segundo período del 1 de enero al 5 de junio de 1995. Terminó con "Licencia")[cita requerida]
- Manuel RÍos RodrÍguez (del 5 de junio de 1995 al 25 de septiembre de 1997) (Presidente Interino)
- José Manuel Rojas García (del 26 de septiembre de 1997 al 25 de septiembre del 2000)
- Víctor Manuel García Almazán (del 26 de septiembre del 2000 al 25 de septiembre del 2003)
- Concejo municipal del 26 de septiembre al 31 de diciembre del 2003 presidido por Veneranda Martínez Moreno quien queda en la historia como la primera dama en conducir los destinos del municipio de Villa Juárez[cita requerida]
- Ing. Juan Izaguirre Ostiguín (2004-2006)
- Everardo Izaguirre Gloria (del 1 de enero de 2007 al 30 de septiembre del 2009) PRI
- Jesús Ruíz Castillo (del 1 de octubre del 2009 al 30 de septiembre del 2012)
- José Ignacio Chavira Pineda (2012-2015)
- Juan Manuel Sánchez Martínez (2015-2018).
- Ma. Teodora Reyes Infante (2018-2021) PRI

Ella es la primera mujer presidenta municipal en la historia de Villa Juárez y la segunda en conducir los destinos de este municipio ya que la primera fue Veneranda Martínez Moreno como Presidenta del Concejo Municipal que gobernó el municipio del 26 de septiembre al 31 de diciembre de 2003.